# Metamórfosi (Chalcidique)
Metamórfosi, en grec moderne : Μεταμόρφωση, est un village du dème de Polýgyros, district régional de Chalcidique, en Macédoine-Centrale, Grèce.
Selon le recensement de 2011, la population du village compte 531 habitants.